# De la neige sur les tulipes
Pour plus de détails, voir Fiche technique et Distribution.
De la neige sur les tulipes (titre original : The Amsterdam Kill) est un film américano-hongkongais réalisé par Robert Clouse et sorti en 1977.

## Synopsis
Un ancien agent de la DEA, Quinlan, a été renvoyé pour avoir volé de l'argent provenant de la drogue. Il est alors engagé par Chung Wei, le chef du cartel de drogue à Amsterdam.

## Fiche technique
- Titre : De la neige sur les tulipes
- Titre original : The Amsterdam Kill
- Réalisation : Robert Clouse
- Scénario : Robert Clouse, Gregory Teifer
- Photographie : Alan Hume
- Montage : Gina Brown, Allan Holzman
- Musique : Hal Schaefer
- Décors : Jan Blokker
- Direction artistique : John Blezard
- Genre : Film dramatique, film policier, film d'action, Thriller
- Durée : 88 minutes
- Date de sortie :  France : 21 juin 1978

## Distribution
- Robert Mitchum (VF : Jean-Claude Michel) : Larry Quinlan
- Richard Egan (VF : Claude Bertrand) : Ridgeway
- Leslie Nielsen (VF : Marc Cassot) : Riley Knight
- Bradford Dillman (VF : Philippe Ogouz) : Howard Odums
- Keye Luke (VF : Edmond Bernard) : Chung Wei
- George Cheung (VF : Yves-Marie Maurin) : Jimmy Wong
- Sing Chen
- Stephen Leung
- Billy Chan
- Ching-Ying Lam
- Biao Yuen
- Wah Yuen